# Protonemura angulata
Protonemura angulata är en bäcksländeart som beskrevs av Tatemi Shimizu 1998. Protonemura angulata ingår i släktet Protonemura och familjen kryssbäcksländor. Inga underarter finns listade i Catalogue of Life.